# Ferrières (Manica)
Ferrières è un comune francese di 59 abitanti situato nel dipartimento della Manica nella regione della Normandia.

## Società

### Evoluzione demografica
Abitanti censiti